# 페뉴아르
페뉴아르(Peignoir)는 쉬폰 등을 얇으면서 반투명한 소재로 만들어진 여성용 긴 겉옷이다. 빗질하면서 입는 드레싱가운이나 목욕 가운을 뜻하는 프랑스어 Peigner에서 유래한다.